# Křesťanská unie (Nizozemsko)
Křesťanská unie (nizozemsky ChristenUnie) je nizozemská křesťanskodemokratická politická strana.
Její politika je směsí sociálního konzervatismu, euroskepticismu, středolevicových postojů v otázkách jako je ekonomika, imigrace či životní prostředí a naopak pravicových pozic v oblasti autorit, hodnot a principů. Strana sebe samu považuje za sociálně křesťanskou.
Křesťanská unie vznikla v roce spojením Reformované aliance (GPV) a Reformační politické federace (RPF) a získal pět křesel dolní komoře parlamentu a čtyři v senátu. Po zdvojnásobení zisku v roce 2006 se strana stala nejmenší součástí čtvrté vlády premiéra Jana Balkenendeho. V některých volbách vytváří koalice s konzervativnější Státní reformní stranou (SGP).
Jedná se o protestantskou stranu, která zakládá svá východiska na Bibli a svoji podporu veřejných výdajů a environmentalismu obhajuje s odvoláním na teologické principy dobročinnosti a správcovství. Křesťanská unie usiluje o vládu, která by prosazovala křesťanskou morálku, ale zároveň obhajuje náboženskou svobodu založené na neokalvinistickém učení o svrchovanosti jednotlivých společenských skupin. Strana je umírněně euroskeptická a v Evropském parlamentu je součástí frakce Evropských konzervativců a reformistů. Je také členem Evropského křesťanského politického hnutí.